# Бедем (Маскаре)
Локалитет Бедем код Маскара представља археолошки локалитет на територији општине Варварин који обухвата утврђење и некрополу из рановизантијског периода али и остатке цркве за коју се претпоставља да је црква Светог Петра, која се помиње у Раваничкој повељи из 1383. године

## Историјат
Локалитет Бедем налази се недалеко од села Маскаре, 25 километара северно од Крушевца и представља значајно археолошко налазиште низијског типа Расинског округа али и Левча и Темнића. Обухвата остатке тврђаве и некрополу из друге половине шестог века, периода владавине цара Јустинијана и тробродну базилику грађену између осмог и једанаестог века. 
У време цара Јустинијана, утврда Бедем представљала веома важну стратешку и војну тачку. Утврђено је да димензије ове рановизантијске фортификације износе 130 х 130 метара. Од покретних налаза из рановизантијског периода заступљени су керамика, врхови стрелица, оруђа и новац. Крајем шестог века, тврђава губи на значају те бива напуштена.
Истражујући остатке фортификације, археолози су 2008. године открили рушевине базилике грађене најмање три века касније, након што је војно утврђење изгубило на значају. Верски објекат је испоставило се тробродна црква дужине 25 метара и ширине 12 метара. Претпоставља се да је реч о цркви Светог Петра која је у другој половини 14. века била седиште епископије и коју кнез Лазар помиње у Раваничкој повељи из 1383. године
Некропола пронађена приликом изградње Моравског коридора 2021. године налази се 100 метара јужно од утврђења и такође датира из рановизантијског периода. У самој некрополи пронађено је 38 скелета сахрањиваних у гробовима од опеке.
Бедем чува и старије слојеве насеља из праисторије датираног још из четвртог миленијума нове ере, али и трагове насеља из 12. и 13. века.